# 韋羅莎
韋羅莎（英語：Rosa Maria Velasco，1983年3月12日—），是香港舞臺劇演員。其父為美國籍西班牙人，母親為台灣人。韋羅莎於台灣出世，於香港成長。早年就讀維多利亞幼稚園（與蔡卓妍為同學）及聖保祿中學。她是香港演藝學院戲劇系學士學位一級榮譽畢業，先後憑《新聞小花的告白》、《黑色星期一》及《囍雙飛》獲得香港舞台劇獎兩屆最佳女主角及最佳女配角，於2014更獲得藝發局頒發藝術新秀獎(戲劇)。2007年至2009年加入香港話劇團，之後曾經進入其他劇團發展。她亦曾幫電影做配音，以及拍攝MV工作。
2014年，她首度亮相大螢幕，參與電影《分手100次》。2023年，與周國賢、陳湛文一同主演喜劇電影《全個世界都有電話》。同年，她在電影《年少日記》內飾演長期被丈夫虐待的母親，並憑此角色獲得香港電影金像獎最佳女配角提名。
已婚，其丈夫為舞台劇導演暨演員張銘耀，2020年10月20日於instagram宣佈已懷孕，並於2021年誕下女兒。

## 演出

### 舞台劇
- 2006年：《木馬屠城後傳》

- 2007年：《遺失了您的眼睛》、《天工開物．栩栩如真》、《萬家之寶》、《暗戀桃花源》、《梨花夢》
- 2008年：《在月台邂逅》、《家庭保衛隊》、《黐孖戲班》
- 2009年：《潮性辦公室》、《捕月魔君．卡里古拉》、《水中之書》、《橫衝直撞偷錯情》
- 2010年：《潮性辦公室》、《潮性辦公室》（第二季）、《孔雀男與榴槤女》、《威尼斯商人》、《乾塘遊》
- 2011年：《冬之祭》、《O》、《男組加油！MANGO》、《咁愛咁做》、《賈宝玉》
- 2012年：《一千零一夜》、《芳華絕代之曇花一現》、《開關係》、《三國》
- 2013年：《三國 What Is Success?》、《囍雙飛》、《醜男子》
- 2014年：《女戲1+1》、《極樂．過山車》、《曇花戀》、《黑色星期一》、《男男女女男》
- 2015年：《小人國5》、《今日城》
- 2016年：《味之素》、《馬克白》、《仲夏夜之夢》、《夏風夜涼》
- 2017年：《小人國6》、《搞大電影》、《下一秒我就憎你》
- 2018年：《新聞小花的告白》
- 2019年：《色相》、《大辭職日》、《I sick leave tomorrow》、《米線女戰士》
- 2022年：《最後禮物》
- 2023年：《三聖邨的Little Mermaid》
- 2025年：《SUCK樂園》

### 電影
- 2014年：《分手100次》
- 2016年：《暗色天堂》飾演 Susanna（真會堂會友）
- 2017年：《原諒他77次》飾演 Client A（呂慧心之客戶）、《今晚打喪屍》飾演 撳釘華母
- 2021年：《梅艷芳》飾演 鄭裕玲（清談節目主持）
- 2023年：《全個世界都有電話》飾演 Ana
- 2023年：《年少日記》飾演 鄭黎嘉欣（Heidi）
- 2023年：《不日成婚2》飾演 Samantha（十蚊花）
- 2024年：《談判專家》飾演 陳凱琳（卓文偉的妻子）
- 2024年：《破·地獄》 飾演 甄茵
- 未上映：《風林火山》
- 未上映：《金童》

### 電視劇
- 2025年：《弊傢伙！我要去祓魔》飾演 唐馨

### MV
- 2015年：張敬軒《靈魂相認》(另演出微電影版本)
- 2018年：許廷鏗《演員的自我修養》、《恐怖情人》
- 2019年：謝安琪《沐春風》、麥浚龍/韋羅莎《黑盒》
- 2020年：許廷鏗《恨》、李幸倪《美男子與香煙》
- 2021年：岑寧兒《勿念》
- 2024年：梁釗峰《遺憾與遺憾的一切》

### 網絡電視劇
- 2018年：東方華爾街 飾演 林逸儀

### 歌曲
- 2019年：麥浚龍、韋羅莎 - 黑盒[5]
- 2021年：韋羅莎 - 又如初（舞台劇《囍雙飛》主題曲）

### 配音
- 2019年：動畫《世外》、動畫電影《長毛雪寶》

## 獲獎及提名
| 年份 | 頒獎典禮             | 獎項                    | 作品               | 結果 |
| ---- | -------------------- | ----------------------- | ------------------ | ---- |
| 2006 | 第15屆香港舞台劇獎   | 最佳女配角 (悲劇／正劇) | 《木馬屠城後傳》   | 提名 |
| 2010 | 第19屆香港舞台劇獎   | 最佳女主角 (喜劇／鬧劇) | 《水中之書》       | 提名 |
| 2013 | 第22屆香港舞台劇獎   | 最佳女配角 (悲劇／正劇) | 《開關係》         | 提名 |
| 2014 | 第23屆香港舞台劇獎   | 最佳女配角 (喜劇／鬧劇) | 《囍雙飛》         | 獲獎 |
| 2015 | 第25屆香港舞台劇獎   | 最佳女主角 (喜劇／鬧劇) | 《黑色星期一》     | 獲獎 |
| 2017 | 第27屆香港舞台劇獎   | 最佳女主角 (喜劇／鬧劇) | 《味之素》         | 提名 |
| 2017 | 第27屆香港舞台劇獎   | 最佳女主角 (悲劇／正劇) | 《馬克白》         | 提名 |
| 2019 | 第29屆香港舞台劇獎   | 最佳女主角 (悲劇／正劇) | 《新聞小花的告白》 | 獲獎 |
| 2024 | 第42屆香港電影金像獎 | 最佳女配角              | 《年少日記》       | 提名 |
| 2025 | 第43屆香港電影金像獎 | 最佳女配角              | 《破·地獄》        | 提名 |

## 外部連結
- 韋羅莎的Instagram帳戶
- 韋羅莎 Rosa Maria Velasco的Facebook專頁
- 韋羅莎在香港影庫上的簡介
- 韋羅莎的新浪微博